# Renault Type HG e Type IQ
Le Type HG e IQ sono due autovetture di fascia alta prodotte tra il 1922 e il 1923 dalla Casa francese Renault.

## Profilo
Quando queste vetture debuttarono nel 1922, la casa francese era assente fin dal 1914 nel settore delle vetture di fascia alta di cilindrata intorno ai 4 litri e mezzo. La guerra aveva interrotto il naturale flusso produttivo di molte fabbriche in molti settori commerciali. Il lancio di queste vetture sancì quindi il ritorno della Renault in questo settore.
Queste vetture erano tra l'altro di dimensioni generose, intorno ai 5 m di lunghezza, ed erano equipaggiate da un 4 cilindri da 4535 cm³.
Queste vetture erano disponibili in almeno tre varianti di carrozzeria: torpedo, limousine e coupé de ville.